# Mermessus tenuipalpis
Mermessus tenuipalpis är en spindelart som först beskrevs av James Henry Emerton 1911.  Mermessus tenuipalpis ingår i släktet Mermessus och familjen täckvävarspindlar. Inga underarter finns listade i Catalogue of Life.